# Nykøbing Falster
Nykøbing Falster este un oraș în Danemarca.